# Chilaria
Chilaria (l. poj. chilarium) – zmodyfikowana siódma para odnóży ostrogonów.
Chilaria położone są na siódmym segmencie ciała (segmencie pregenitalnym) i stanowią przekształcone endyty pierwszej pary odnóży mezosomy. Otaczają one, położony między biodrami szczelinowaty otwór gębowy, pełniąc funkcję wargi dolnej (wargi tylnej). Mają postać krótkich, prostych prętów umieszczonych pośrodkowej linii głowotułowia.
Chilariami nazywane są także szczątkowe odnóża siódmego, pregenitalnego segmentu ciała krabów z rodziny Lithodidae.